# Aldo Campoamor
Aldo Victorio Chiavegato, conocido artísticamente como Aldo Campoamor (Buenos Aires, 21 de marzo de 1914; Buenos Aires, 27 de octubre de 1968) fue cantante de tango argentino. 
Comenzó en 1934 con la orquesta de Horacio Pettorossi y luego con Roberto Zerrillo. Actuó en Francia hasta 1946, grabando canciones con la orquesta de Francisco Canaro y a su vuelta a Buenos Aires ingresó a la orquesta de Astor Piazzolla, hasta 1949 que comienza a actuar como solista. En 1958 se suma a la orquesta de Mariano Mores.